# Fritz Sturmfels

Fritz Sturmfels

Fritz Sturmfels (* 13. November 1872 in München; † 6. August 1913 im Tegernsee) war ein deutscher Operettensänger der Stimmlage Tenor.

## Leben
Fritz Sturmfels erhielt seine Gesangsausbildung in München. Nach einem ersten Engagement in Hamburg kam er ab 1903 an das Stadttheater Leipzig, wo er zum gefeierten Bühnenstar aufstieg.
1912/13 absolvierte er gemeinsam mit seiner Gattin, der Sängerin Aenny Untucht, eine Gastspielreise durch Nordamerika.
Während eines Segelausflugs mit Leo Slezak und Robert Volkner ertrank Sturmfels im Tegernsee, als das Boot aufgrund ungünstiger Witterung kenterte.
Schallplatten von Fritz Sturmfels erschienen bei Nicole (Leipzig 1903), Odeon (Berlin 1907–08) und Polyphon (Leipzig 1910), darunter auch Duette mit seiner Frau.

## Nachweise
1. ↑  Angabe lt. Deutschem Theater-Lexikon

| Personendaten    | Personendaten             |
| ---------------- | ------------------------- |
| NAME             | Sturmfels, Fritz          |
| KURZBESCHREIBUNG | deutscher Operettensänger |
| GEBURTSDATUM     | 13. November 1872         |
| GEBURTSORT       | München                   |
| STERBEDATUM      | 6. August 1913            |
| STERBEORT        | Tegernsee                 |